# Галли, Клаудия
Клаудия Галли (род. 3 августа 1978, Энгельбрект, Стокгольм) шведская актриса.

## Биография
Родилась 3 августа 1978 года в Стокгольме. В трехлетнем возрасте снялась в сегменте «Film-tajm» на телешоу Trazan & Banarne. Сыграла роль Фриды Линдберг в мыльной опере TV4 Skilda världar.
В двух сезонах играла роль Лины Свенссон в комедийном сериале Svensson, Svensson, также была членом комедийного шоу Parlamentet. Клаудия Галли заняла второе место в пятом сезоне Let's Dance 2010 танцевального конкурса Strictly Come Dancing, её партнёром был профессиональный танцор Тобиас Валлин.
Галли сыграла роль Джонны Веттнрстрём в комедийном сериале Starkee man. Снялась в шести сериалах основанных на персонажах из серии криминальных романов «Fjällbackamorden» писательницы Камиллы Лэкберг.

## Личная жизнь
С 2012 года Клаудия Галли замужем за режиссером Мануэлем Альберто. Тётя актрисы Юсефины Борнебуш и сводная сестра дизайнера Борнебуш Киан.

## Фильмография
- 1995 – Svarta skallar och vita nätter[швед.]
- 1997–2002 – Skilda världar[англ.]
- 1998 – Последний контракт (фильм, 1998)
- 2001 – Фестиваль[англ.]
- 2001 – Känd från TV[швед.]
- 2006 – Kärringen därnere[швед.]
- 2006 – Астерикс и викинги (голос Аббы)
- 2007 – Миллениалы[швед.]
- 2007 – Playa del Sol[англ.]
- 2007 – Цена лжи[швед.]
- 2007 – Би Муви: Медовый заговор (voice of Vanessa Bloome)
- 2007–2008 – Свенссон, Свенссон[англ.]
- 2008 – Misses lista
- 2008 – Невинно осуждённый[англ.]
- 2009 – Parlamentet
- 2009 – Дом Анубиса[англ.] (голос Патрисии)
- 2009 – Цирк Мёллера[швед.]
- 2009 – Фильм Эммы[швед.]
- 2010 – Сильный человек[англ.]
- 2011 – Ранго (voice)
- 2011 – Дети шпионов 4D (voice of Marissa Wilson)
- 2012 – Fjällbackamorden
- 2013 – Bäst före
- 2013 – Немецкий король
- 2013 – The Anderssons Hit the Road
- 2014 – Hoppas farfar dör
- 2015 – I nöd eller lust
- 2018 – Лингонлиган